# Homalocalyx grandiflorus
Homalocalyx grandiflorus är en myrtenväxtart som först beskrevs av Charles Austin Gardner, och fick sitt nu gällande namn av Lyndley Alan Craven. Homalocalyx grandiflorus ingår i släktet Homalocalyx och familjen myrtenväxter. Inga underarter finns listade i Catalogue of Life.